# Indice Kardashian

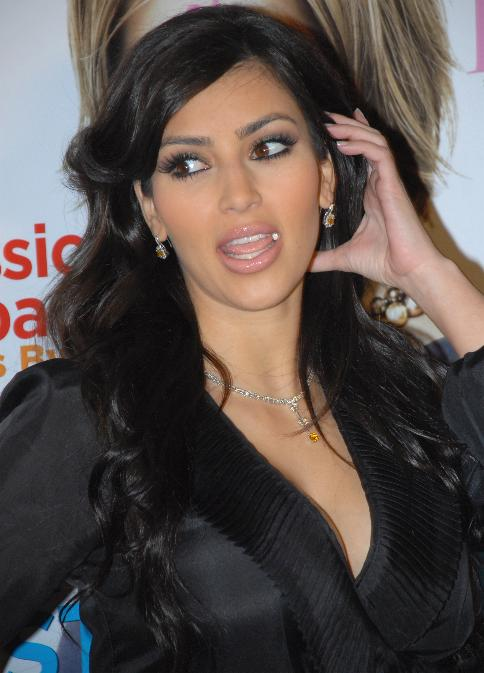
Kim Kardashian, star de télé-réalité, prise pour symbole de l'hypertrophie médiatique, prête son nom (malgré elle) à l'« Indice K » qui s'applique aux membres de la communauté scientifique

L'Indice Kardashian (ou Indice K) est une mesure de l'écart entre la popularité numérique d'un chercheur scientifique et son dossier de publication. Baptisé d'après Kim Kardashian, l'Indice K est lancé en 2014 par le biologiste Neil Hall dans une volonté de dénonciation humoristique de l'hypertrophie médiatique de certains de ses collègues.

## Définition
L'Indice K compare le nombre d'adeptes d'une recherche scientifique sur Twitter et le nombre de citations qu'ils recueillent de leurs pairs pour leur travail. Tirée d'une étude réalisée sur 40 individus hommes et femmes, une formulation empirique lie le nombre d'abonnés sur Twitter ({\displaystyle F} pour followers) et le nombre de citations ({\displaystyle C}) :
{\displaystyle F=43,3C^{0,32}}
L'Indice K en découle : 
{\displaystyle {\text{Indice K}}={\frac {F(a)}{F(c)}}}
où {\displaystyle F(a)} est le nombre d'abonnés sur Twitter au compte d'un chercheur {\displaystyle X} et {\displaystyle F(c)} le nombre de citations obtenues.
Un indice K élevé indique la présence d'une réputation scientifique boursouflée, tandis qu'un indice K faible suggère que le ou la scientifique est sous-évalué(e). Selon l'auteur, les chercheurs dont l'indice K est supérieur à 5 peut être considéré comme un « Kardashian de la Science » ou un « Kardashientifique ».

## Critique du concept
L'indice K reprend l'idée scientométrique qu'il y a un lien entre le nombre de citations d'un texte scientifique et sa valeur scientifique, ce qui est problématique,.
De plus, la proposition de création d'un indice K, interprétée comme la critique de l'hypertrophie médiatique de certains chercheurs, repose sur l'idée d'une adéquation parfaite entre popularité numérique (mesurée en nombre d'abonnés) et popularité scientifique (mesurée en nombre de citations). Bien que séduisante, les relations entre les deux facteurs ne sont pourtant pas normées et empêche la prédictibilité attendue.